# تشرك غازة (سرتشهان)
تشرك غازة (بالفارسية: چرک گازه) هي قرية تقع في إيران في قسم سرتشهان الريفي.